# (8533) Oohira
(8533) Oohira (1993 BM) – planetoida z pasa głównego asteroid okrążająca Słońce w ciągu 4,6 lat w średniej odległości 2,76  au. Została odkryta 20 stycznia 1993 roku w Nihondaira Observatory przez Takeshi Uratę.